# تود لامب
تود لامب (بالإنجليزية: Todd Lamb)‏ هو سياسي أمريكي، ولد في 19 أكتوبر 1971 في إنيد في الولايات المتحدة. حزبياً، نشط في الحزب الجمهوري. وقد انتخب عضو مجلس ولاية أوكلاهوما.